# Renan Foguinho
Renan Rodrigues Da Silva oder kurz Renan Foguinho (* 9. September 1989 in Londrina) ist ein brasilianischer Fußballspieler.

## Karriere

### Verein
Renan Foguinho begann mit dem Vereinsfußball in der Nachwuchsabteilung von Londrina EC. 2004 wechselte er in die Jugend von Athletico Paranaense und wurde hier 2009 Profifußballspieler. Bis zum Sommer 2015 stand er bei diesem Klub unter Vertrag und wurde während dieser Zeit zwischenzeitlich an die Vereine FK Dinamo Minsk, Atlético Goianiense und EC XV de Novembro ausgeliehen.
Zur Saison 2015/16 wechselte er in die türkische TFF 1. Lig zu Adanaspor.

### Nationalmannschaft
Renan Foguinho absolvierte 2009 fünf Einsätze für die brasilianische U-20-Nationalmannschaft bei der U-20-Fußball-Weltmeisterschaft.